# 11875 Rhône
11875 Rhône (tên chỉ định: 1989 YG5) là một tiểu hành tinh vành đai chính. Nó được phát hiện bởi Eric Walter Elst ở Đài thiên văn Haute-Provence in France ngày 28 tháng 12 năm 1989. Nó được đặt theo tên Rhone river.